# Phân bộ Mòng biển
Phân bộ Mòng biển hay phân bộ Mòng bể (danh pháp khoa học: Lari) là một phân bộ của bộ Choi choi (Charadriiformes), bao gồm các loài mòng biển, nhàn biển, cướp biển và xúc cá, với các loài chim cao cẳng và rẽ hợp thành phần còn lại của bộ. Theo nghiên cứu gần đây, các loài an ca hiện nay cũng được đặt trong phân bộ Lari. Họ Dô nách (Glareolidae) có thể tạo thành một phân bộ riêng biệt. Đôi khi, các loài cun cút cũng được đặt vào phân bộ này, nhưng các dữ liệu phân tử và các mẫu hóa thạch lại gợi ý rằng chúng là nhánh cơ sở đối với các dạng chim cao cẳng tựa như dẽ và khác thường.
Các loài chim trong phân bộ này nói chung là các loài lớn, bắt cá trên mặt biển. Một vài loài mòng biển và cướp biển cũng tìm kiếm thức ăn từ các bãi biển hay ăn cướp từ các loài nhỏ hơn và một số đã thích nghi với môi trường sống trong nội địa.

## Phân loại
Phân bộ Mòng biển bao gồm 6 họ:
- Turnicidae – cun cút (18 loài)
- Dromadidae (1 loài)
- Glareolidae – dô nách (17 loài)
- Laridae – mòng biển, nhàn, xúc cá (103 loài)
- Stercorariidae – chim cướp biển (7 loài)
- Alcidae – chim an ca (25 loài)